# توره تایتانیا
توره تایتانیا (انگلیسی: Torre Titania) ساختمان اداری ۲۳ طبقه مستقر در شهر مادرید، اسپانیا است، که در سال ۲۰۱۳ احداث گردید.